# Новогрудське воєводство (1921—1939)

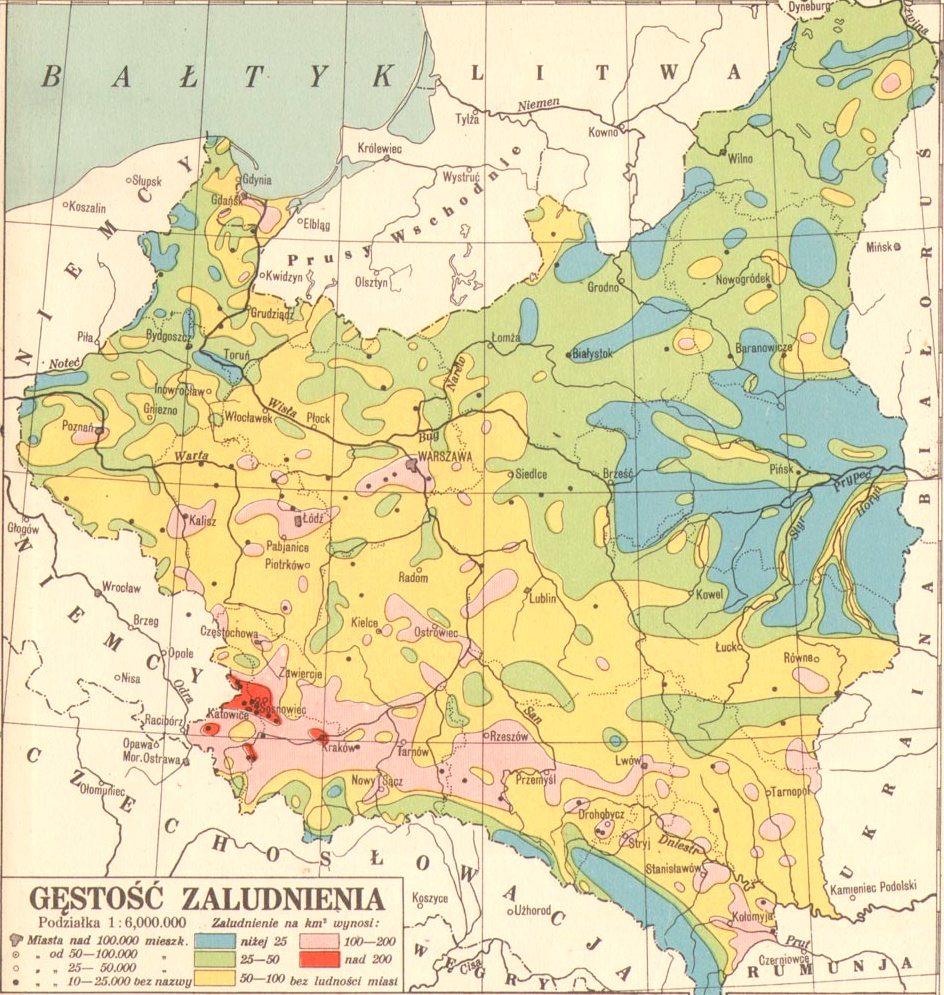
Польща, густота населення, 1931

Новогрудське воєводство (пол. województwo nowogródzkie) — історична адміністративно-територіальна одиниця Польської Республіки, що існувала до вторгнення нацистів у Польщу 1939 року. Великі міста: Барановичі, Ліда, Несвіж, Слонім. Утворена за законом (положення) від 4 лютого 1921 року. Новогрудське воєводство займало територію площею 22 966 км², що становило 6 % території Другої Речі Посполитої. На сході межувало з СРСР, на півдні з Поліським воєводством, із заходу й півночі — з Білостокським та Віленським.

## Повіти
| Повіт                                                                                        | Площа км² | Мешканців |  | Центр повіту | Мешканців    |
| -------------------------------------------------------------------------------------------- | --------- | --------- |  | ------------ | ------------ |
| Новогрудське воєводство                                                                      |           |           |  |              |              |
| Барановицький                                                                                | 3298      | 161.100   |  | Барановичі   | 22.893       |
| Дунилевичський (до 1922) ¹                                                                   | 3687      | 112.717   |  | Дунилевичі   | 1.386        |
| Дісненский (до 1922)                                                                         | 5156      | 170.342   |  | Дісна        | 4.514        |
| Лідський ³                                                                                   | 4258      | 183.500   |  | Ліда         | 19.490       |
| Несвіжський                                                                                  | 1968      | 114.500   |  | Несвіж       | 7.357        |
| Новогрудський                                                                                | 2930      | 149.500   |  | Новогрудок   | 9.567        |
| Слонімський                                                                                  | 3069      | 126.500   |  | Слонім       | 16.284       |
| Столбецький                                                                                  | 2371      | 99.400    |  | Столбці      | 6.569        |
| Щучинський (після 1929) ¹                                                                    | 2273      | 107.200   |  | Щучин        | (1921) 1.539 |
| Вілейський (до 1922) ¹                                                                       | 3421      | 103.914   |  | Вілейка      | 3.417        |
| Воложинський                                                                                 | 2799      | 115.500   |  | Воложин      | 6.269        |
| ¹ У 1922 р. у Віленське воєводство передані Вілейський, Дісненський та Дунілавицький повіти. |           |           |  |              |              |
| ² 21 травня 1929 р. утворений восьмий, Щучинський повіт                                      |           |           |  |              |              |

Крім того, воєводство нараховувало 89 сільських гмін.

## Населення
Населення воєводства 1921 року становило 822 106 душ.
Поділ населення за національністю:
- поляки — 443 701 (54%)
- білоруси — 310 152 (37,7%)
- євреї — 56 174 (6,8%)

Поділ населення за віросповіданням:
- православне — 421 247 (51,2%)
- римо-католицьке — 323 728 (39,4%)
- юдейське — 74 334 (9,0%)

У 1931 р. в Новогрудському воєводстві жили 1057,2 тис. осіб. З яких в містах мешкало близько 102,3 тис.. У порівнянні з іншими територіями II-ї Речі Посполитої, це був регіон не лише слабо заселений, а й дуже слабо урбанізований.
Передвоєнний Новогрудське воєводства не мало національної єдності. Одвічно тут жили поляки, білоруси, євреї, литовці, татари і росіяни. Домінували проте, перші три групи. На підставі статистичних даних важко з'ясувати, хто був поляком, а хто білорусом. Під час проведення II-го Загального перепису населення в 1931 р., опитуваним особам ставилося питання не про національну приналежність, а тільки про мову й віросповідання.
Населення воєводства за мовою та віросповіданню в 1931 році:
| Населення воєводства за мовою та віросповіданню в 1931 році |                                |
| Рідна мова                                                  | Віросповідування               |
| Польська — 553'859 осіб                                     | Римо-католики — 424'549 осіб   |
| Білоруська — 413'466 осіб                                   | Православні — 542'333 особи    |
| їдиш та іврит — 76'025 осіб                                 | «Моїсеєва віра» — 82'872 особи |

Згідно статистичних даних католики не завжди користувалися польською мовою, подібно як і не всі православні використовували білоруську мову: напевно, переважна більшість поляків були католиками, а більшість білорусів сповідували православ'я.
У містах воєводства домінували поляки і євреї, на селі ж в більшості районів переважали білоруси. У повітах Лідському, Щучинському і Воложинському більшістю було польське населення, значний відсоток поляків жив в Столбецькому, в інших повітах переважали білоруси.
Національна самосвідомість місцевих білорусів була слабо розвинена; політична самосвідомість поступово зростала підо впливом агітації білоруських діячів і комуністичної пропаганди.
Національна політика польської влади ставила перешкоди на шляху кар'єрного віку білорусів, про що свідчать дані з перепису населення 1931 р.: серед 19'115 працівників публічної служби, костелу, організацій і громадських інститутів католиків було 13'389, православних — 3050, «Моїсеєвої віри» — 1481. Поляки мали набагато більші шанси для кар'єрного зростання.
Незважаючи на те, що білоруси мали менші можливості для розвитку своєї освіти та культури, не заслуговує на довіру твердження, що всі білоруси були противниками Польщі. Значна їх частина мала почуття зв'язку з Польщею. Свідчить про це і участь білорусів у підрозділах захисту кордону, польському підпіллі й партизанських загонах СЗБ і АК Новогрудської області.
Більшість євреїв жили в містах і селищах, працювали в торгівлі, промисловості та комунікації. Вони представляли собою закриту і практично неасимільовану групу. Цьому сприяв традиційний уклад життя, культурна і релігійна відособленість. Переважна більшість євреїв жили жебрацьки, тому були дуже схильні до більшовицької пропаганди, яка проводилася через осередки КПЗБ.
Хоча неприязнь білорусів і євреїв до поляків і польської держави була явищем досить поширеним, у міжвоєнний час випадків конфліктів на етнічному ґрунті не було. Ця взаємна неприязнь трималася в основному, на економічному ґрунті, а не на національному.

## Воєводи
- червень — 17 жовтня 1921 Чеслав Крупський;
- 17 жовтня 1921 — 29 серпня 1924 Владислав Рачкевич (1885—1947);
- 29 серпня 1924 — 24 серпня 1926 Маріан Юзеф Жагота-Янушайтіс (1889—1973);
- 24 вересня 1926 — 20 червня 1931 Зигмунд Бачкович (1887—1955);
- 1 липня 1931 — 8 вересня 1932 Вацлав Костек-Бернацький (1887—1957);
- 8 вересня 1932 — 2 грудня 1935 Стефан Свидерський (1895—1978);
- 17 грудня 1935 — 17 вересня 1939 Адам Людвіг Корвін-Соколовський (1896—1979).

## Освіта
У 1939 р. на території Новогрудського воєводства було 23 школи, 1323 початкові школи, 12 гімназії, 9 ліцеїв і учительських семінарій, 13 шкіл професійних, 10 сільськогосподарських, 5 технікумів. Із 202 100 дітей в шкільному віці відвідували школи 164 500 (81,4 %). Однак, в 1938 році, на території зазначеного воєводства не було жодної школи з білоруською мовою навчання.

## Географія

### Топографія

Новогрудське воєводство на мапі II Речі Посполитої (1918—1939), білоруською

Новогрудське воєводство лежало на рівнині, найвища точка якої сягала висоти 324 метри над рівнем моря і перебувала в м. Новогрудку. На захід і на південь рельєф знижувався, де переважали відкриті простори, що лежать на висоті 150—200 м.

### Ліси
Територія Новогрудського воєводства була досить густо насаджена лісом. Загальна площа лісів в 1931 р. сягала 517000 га (24,3 % поверхні). Найбільші лісові простори перебували в Воложинському, Слонімському й Барановицькому повітах. Воложинський повіт і східна частина Столбецького повіту, займала великий лісовий комплекс, що складався з лісів Бакшанцького, Вишневського, Любчанського та Налібоцької пущі з поверхнею близько 100 000 га. Другий за розміром лісовий масив був розташований на лівому березі р. Німану біля гирла Щари в Слонімському повіті і частково в Новогрудському — Ліпічанська пуща, звана також Занеманською. У Барановицькому повіті були значні лісові скупчення в приріччі Щари.
На північ від р. Німану, ліси виступали рідше. Менше їх було в повітах Лідському, Новогрудському і Несвіжському. Ці повіти являли собою слабо насаджену лінію, яка огортала Новогрудське воєводство з південного сходу на північний захід. У Щучинському повіті лісові простори лежали на південно-східному його кінці, і відносилися до Гродненської пущі.

### Водойми
Новогрудське воєводство лежало в водозборі річки Німан, що розділяла воєводство природним чином на дві частини. Німан проходив через повіти Столбецький, Новогрудський, Лідський та Щучинський на території воєводства 286 км.
До найважливіших річок крім Німану відносилися: Сула (довжина 72 км), Березина (192 км), Гавья (65 км), Дітва (95 км), Лєбяда (57 км), Молчадь (86 км), Вуша (83 км), Сервач (68 км) і найбільша після Німану річка, Щара (330 км). Повністю, довжина річкової мережі воєводства доходила до 4066 км.
Великих озер не було. Найважливішими були Світязь, Калдичевські озера, Кромаль, Дамачевські озера, Пеласи та Матора. Їх поверхня коливалася в межах 93-170 га.
21 % площі Новогрудського воєводства займали болота. Повністю поверхню боліт і багна, що лежали в басейні річок становила 588600 га. Найбільше їх було в Столбецькому повіті, потім в Воложинському, Слонімському та Барановичському. Мінімум в Новогрудському і Щучинському. Що знаходилися в південній частині воєводства, значні болотні комплекси були продовженням Поліських боліт. Тяглися вони до шосе «Берестя — Слуцьк» і далі на південь.

## Транспорт
Транспортна мережа в Новогрудському воєводстві була слабо розвинена. Його територію перетинали 4 залізничні лінії. Довжина всієї залізничної мережі досягала 584 км, з них 56 % припадало на Лідський і Барановичський повіти.
Вузькоколійні лінії воєводства мали довжину 148 км і виконували роль локальних комунікацій.
Довжина звичайних доріг в Новогрудському воєводстві досягала 14338 км, з них асфальтованими і брукованими були тільки 2214 км. І без того важкі комунікаційні умови погіршувалися опадами особливо, навесні, восени і взимку (коли випадало багато снігу).

## Сільське господарство
Новогрудське воєводство було аграрним регіоном. Складне становище в економіці мало безпосередній вплив і на національні відносини. На настрої білорусів впливала перенаселеність села і викликана цим нестача землі. У 1931 р. на території воєводства було 164256 господарств, з них до 143 767 мали землі менше 15 га. В 81853 господарств землі було менше 5 га і працювали на них близько 378 959 осіб (у віці від 16 до 60 років), від 5 до 10 га нараховували 46677 господарств (265 916 осіб), господарств від 10 до 15 га було 12 237 (69 777 осіб), від 15 до 50 га 7946 господарств (45 706 осіб). Маєтків вище 50 га було 938 (3572 особи).
Перенаселеність села і «земельний голод» стосувався одночасно поляків і білорусів. Хоча переважно правителями міцних (понад 50 га) та середніх маєтків були поляки, з яких багато належали до військових колоністів (осадників) (на 1 січня 1925 р. їх чисельність була близько 1921 осіб).
Перенаселеність, примітивна система управління сільським господарством (домінувало трипілля), маловрожайний ґрунт, недостатня механізація села — все це сприяло тому, що більшість господарств Новогрудського воєводства була натуральною і самодостатньою, слабо пов'язаною з ринком.